# Petah Tikva
Petah Tikva (em hebraico:  פֶּתַח תִּקְוָה) é uma cidade de Israel, no distrito Central, com 193 900 habitantes.